# Sailly (Saône-et-Loire)
Sailly település Franciaországban, Saône-et-Loire megyében. Lakosainak száma 70 fő (2022. január 1.). Sailly Sigy-le-Châtel, Chérizet, Passy, Saint-André-le-Désert, Saint-Martin-de-Salencey, Salornay-sur-Guye és Bonnay-Saint-Ythaire községekkel határos.

## Népesség
A település népessége az elmúlt években az alábbi módon változott:
| Lakosok száma | 84   | 89   | 91   | 85   | 79   | 74   | 73   | 71   | 70   |
|               | 2013 | 2015 | 2016 | 2017 | 2018 | 2019 | 2020 | 2021 | 2022 |